# Les Filles au Moyen Âge
Pour plus de détails, voir Fiche technique et Distribution.
Les Filles au Moyen Âge est un film français écrit, produit et réalisé par Hubert Viel, sorti en 2015.
Deuxième long métrage d'Hubert Viel, cette comédie est librement inspirée d'un ouvrage de l'historienne Régine Pernoud intitulé La Femme au temps des cathédrales, sorti en 1980, qui réhabilite la condition des femmes au Moyen Âge. Le film utilise à la fois le registre de la comédie burlesque et celui du film à sketches, avec les mêmes intentions que le livre.
La quasi-totalité des rôles sont interprétés par six enfants (trois filles et trois garçons) qui endossent chacun une dizaine de personnages, pour la plupart des personnalités historiques. Michael Lonsdale tient quant à lui le rôle du grand-père conteur.
Projeté pour la première fois en décembre 2015 au Festival international du film indépendant de Bordeaux, il sort en salles en janvier 2016. Il reçoit un accueil critique plutôt positif.

## Synopsis
Une jeune fille fête son anniversaire et a invité quelques amis chez elle, dans un pavillon de banlieue, en Normandie. Mais les trois garçons restent à l'intérieur pour jouer à un jeu vidéo médiéval alors que les trois filles auraient envie que tout le monde joue ensemble dehors. Dépitées, elles se lamentent dans le salon et regrettent le rôle qu'avaient les femmes au Moyen Âge : « Quand on est des princesses, on n'a aucun pouvoir ». Daniel, le grand-père de la fille qui fête son anniversaire, entend la conversation et leur dit qu'elles ont tort de penser ainsi. Il prend un ouvrage dans la bibliothèque et se propose de leur raconter plusieurs histoires démontrant que les femmes étaient bien plus importantes qu'on ne le pense durant l'époque médiévale.

## Fiche technique
Sauf indication contraire, les informations mentionnées dans cette section peuvent être confirmées par les bases de données cinématographiques IMDb et Allociné,  présentes dans la section « Liens externes ».

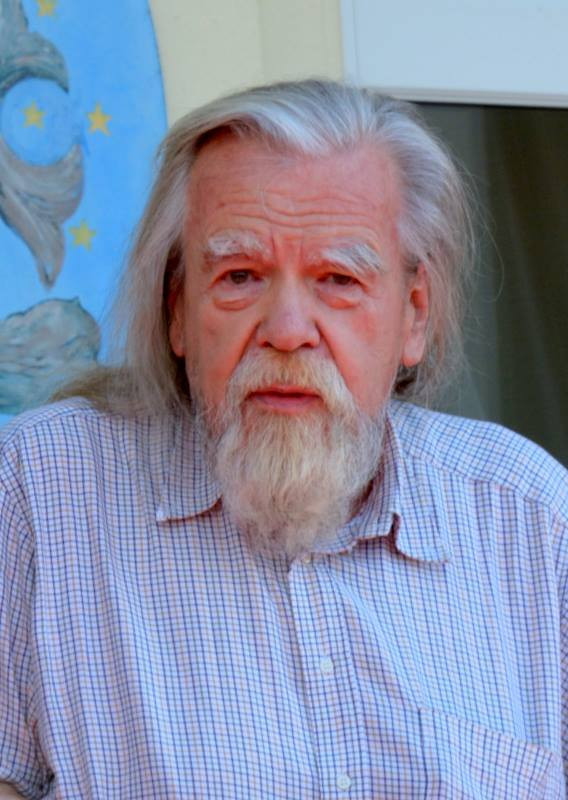
Michael Lonsdale (ici en 2014) dans le rôle du grand-père conteur.

- Titre original : Les Filles au Moyen Âge
- Réalisation : Hubert Viel
- Scénario : Hubert Viel
- Musique : Frédéric Alvarez et Hubert Viel
- Photographie : Alice Desplats
- Costumes : Julie Chapelle et Élodie Sellier
- Montage : Fabrice du Peloux
- Décors : Anne-Sophie Delseries et Margaux Remaury
- Production : Valéry du Peloux et Hubert Viel
- Société de production : Artisans du Film
- Société de distribution : Potemkine Films (France, sortie en salles)
- Pays d'origine :  France
- Langue originale : français (et quelques répliques en latin)
- Genre : comédie
- Durée : 88 minutes
- Format : couleur / noir et blanc - 16mm - 1,33:1
- Dates de sortie :
  - France : 10 octobre 2015 (Festival du film indépendant de Bordeaux) ; 25 janvier 2016 (Festival Premiers Plans d'Angers)[3] ; 27 janvier 2016 (sortie nationale)

## Distribution
Sauf indication contraire, les informations mentionnées dans cette section peuvent être confirmées par les bases de données cinématographiques IMDb et Allociné,  présentes dans la section « Liens externes ».
- Michael Lonsdale : Daniel, le grand-père de Léana / le conteur
- Chann Aglat : Jeanne d'Arc, Mélisande, Clotilde, Hildegarde de Bingen...
- Léana Doucet : Eulalie, Irmingarde, Marie d'Anjou...
- Malonn Lévana : Euphrosyne, Blanche, Agnès Sorel...
- Camille Loubens : Charles VII, Cyrille d'Alexandrie, Jésus...
- Johlan Martin : Jacques Cœur, Nikolos, Hugues de Noé...
- Noé Savoyat : le PDG, Gondebaud, Clovis...
- Maud Le Grevellec : la maman de Léana
- Hubert Viel : le papa de Malonn

## Production
Le projet naît à la fois de la lecture par le réalisateur d'un article qui affirme « le Moyen Age était plus socialiste que François Hollande » et de l'ouvrage historique La Femme au temps des cathédrales de Régine Pernoud, qui lui permet de découvrir une autre approche des femmes au Moyen Âge. Pour le style de son film, il s'inspire aussi d'œuvres comme Perceval le Gallois d'Éric Rohmer et Les Onze Fioretti de François d'Assise de Roberto Rossellini.
Pour le rôle du grand-père, Hubert Viel choisit Michael Lonsdale, qu'il considère comme un « conteur né ». Les jeunes acteurs choisis ne sont pas tous des débutants au cinéma : Malonn Lévana a d'abord joué le rôle de la petite sœur de l'héroïne de Tomboy avant d'enchaîner sur Un plan parfait, Polisse, Un enfant de toi et Cheba Louisa ; Jolhan Martin était déjà apparu dans Une petite zone de turbulences et Un baiser papillon ; Chann Aglat avait eu un rôle dans Les Vacances du petit Nicolas, Léana Doucet dans Bienvenue parmi nous et Camille Loubens dans plusieurs courts métrages.
Le film est tourné dans des décors simples et souvent naturels. Le tournage s'est déroulé du 21 juillet au 15 août 2014.
Pour la musique, outre la composition originale de Frédéric Alvarez et Hubert Viel, le film comprend une interprétation du Cantique de Jean Racine de Gabriel Fauré.

## Accueil critique

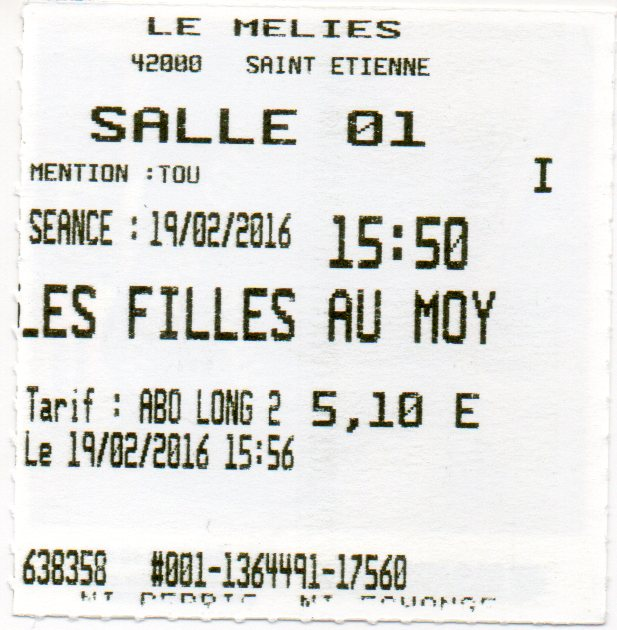
Un ticket d'entrée pour une projection du film au cinéma Le Méliès à Saint-Étienne.

Le film reçoit un accueil plutôt positif de la part de la critique. Le site Allociné propose une moyenne de 3,7/5 à partir d'une interprétation de 15 critiques.
Pour Marianne, Ariane Allemandi remarque que c'était une « idée risquée, que de faire souffler un vent de féminisme sur une époque qu'on croyait obscurantiste » mais que le réalisateur « en a fait un film à la fois très surprenant et très convaincant », qui « réussit l'exploit de faire s'esclaffer une salle entière tout en donnant dans le générique de fin, avec un beau souci pédagogique, une liste de repères bibliographiques ». Pour elle, la « reconstitution burlesque et naïve en noir et blanc » est un « pari osé, redoublé par le choix audacieux de faire interpréter Clovis, Charles VII ou Jeanne d'Arc par six enfants ». Elle considère que l'adhésion du public vient également de la « belle énergie d'avant les tourments de l'adolescence, flamme de l'enfance et moteur des exploits adultes ». Allemandi applaudit aussi « la fraîcheur du jeu des enfants » et « Michael Lonsdale au sommet de son art », dont le personnage fait un « récit historique avec une malice tendre et nonchalante ».
Damien Leblanc, pour Première, « le dispositif de ce film à sketches » permet d'« entoure[r] le discours égalitaire de fantaisie et d'apaisement ». Selon lui, Hubert Viel vient « confirmer, après Artémis, cœur d'artichaut, son talent pour éclairer le présent d’une étrange lueur mélancolique ». Dans Le Monde, Noémie Luciani salue « une leçon d’Histoire décalée et poétique » qu'elle considère « décalée [et] d'une fraîcheur charmante ». Pour Les Cahiers du cinéma, Florence Maillard estime que Les Filles au Moyen Âge « se situe dans un entre-deux qui amoindrit quelque peu sa puissance d’évocation et les vertus de son originalité, mais ne lui enlève rien de son charme ».
Pour Clémentine Gallot, dans Libération, ce film est un « projet effronté » qui propose une « réécriture libertaire » en « rembobin[ant] l'histoire pour y inscrire des femmes puissantes ». Elle note que Lonsdale « prête à son personnage d’aïeul toute sa coolitude dévote ». Elle conclut sa critique en estimant que « l'impression d'ensemble quelque peu déglinguée, produite par un ton indéfinissable allié à un jeu d'acteur disparate, se dissipe finalement : il faut sans doute un certain panache pour s'engouffrer tête la première dans un teen movie moyenâgeux qui revisite les fondations archaïques de la modernité avec tant d'insouciance ».

## Analyse
Les Filles au Moyen Âge tient du film à sketches et propose un registre poétique teinté d'humour. Pour Damien Leblanc dans Première, le film peut « se situer quelque part entre la solennité animiste d'un Miyazaki et l'humeur iconoclaste des Monty Python ». Ariane Allemandi estime, dans Marianne, que le 16mm et la luminosité printanière contribuent à l'aspect poétique et que ce choix de lumière rappelle celui d'Éric Rohmer dans Les Amours d'Astrée et de Céladon. Dans Libération, Clémentine Gallot compare le film à « la fantaisie de carton-pâte de Jacques Demy (Peau d'âne) à laquelle se mêle le prosaïsme dépenaillé des Monty Python dans Sacré Graal et La Vie de Brian ». L'humour naît entre autres des anachronismes de certaines répliques, Ariane Allemandi évoquant la série télévisée Kaamelott.
Clémentine Gallot remarque que la « théâtralité minimaliste et volontiers anachronique » permet de mettre en avant une « porosité entre matière contemporaine et récit millénaire », ce lien entre passé et présent ayant été proposé par d'autres réalisateurs à la même époque, comme Virgil Vernier avec Orléans (2013) et Miguel Gomes avec Les Mille et Une Nuits (2015) mais aussi Hubert Viel lui-même avec son premier film Artémis, cœur d'artichaut (2013).
En se basant sur la réaction d'historiens face au film, Clémentine Gallot affirme que « cette leçon d'« empowerment » médiéval, louvoyant entre la tentation du didactisme de manuel scolaire et le risque du révisionnisme béat, est en réalité fidèle à une historiographie érudite ».